# 西佛落镇
西佛落镇，是中国河北省安国市下辖的一个乡镇级行政单位。

## 行政区划
西佛落镇下辖以下地区：
西伏落村、张家营村、中伏落村、东伏落村、西伯章村、康庄村、娄营村、大营村、小营村和郭北庄村。